# Linia kolejowa Krzyczew – Szasciorauka
Linia kolejowa Krzyczew – Szasciorauka – linia kolejowa na Białorusi łącząca stację Krzyczew I ze ślepą stacją Szasciorauka.
Linia położona jest w obwodzie mohylewskim. W całości jest niezelektryfikowana i jednotorowa.

## Historia
Dawniej linia biegła dalej do Rosławia w Rosji. Obecnie odcinek transgraniczny linii jest nieprzejezdny.
Obecnie na linii nie jest prowadzony ruch pasażerski. Połączenia pasażerskie z Szasciorauką istniały na pewno w 2012. Dla późniejszych lat brak danych.